# آلفين ستريت
آلفين ستريت (بالإنجليزية: Alvin Straight)‏ هو عسكري أمريكي، ولد في 17 أكتوبر 1920، وتوفي في 9 نوفمبر 1996 في لورنس في الولايات المتحدة.